# سرویس‌مخفی
سرویس‌مخفی (انگلیسی: Secret service) یک آژانس دولتی، آژانس اطلاعاتی یا فعالیت‌های یک سازمان دولتی است که به جمع‌آوری داده‌های اطلاعاتی می‌پردازد. وظایف و اختیارات یک سرویس مخفی می‌تواند از کشوری به کشور دیگر بسیار متفاوت باشد. به عنوان مثال، یک کشور ممکن است یک سرویس مخفی تأسیس کند که برخی از اختیارات پلیسی (مانند نظارت) را داشته باشد اما سایر اختیارات را نداشته باشد. اختیارات و وظایف یک سازمان دولتی ممکن است تا حدی مخفی و تا حدی غیر مخفی باشد. ممکن است گفته شود که فرد در داخل کشور به صورت آشکار و در خارج از کشور به صورت مخفیانه فعالیت می‌کند، یا برعکس. پلیس مخفی و اف‌بی‌آی اغلب می‌توانند سرویس‌های مخفی در نظر گرفته شوند.
دولت‌ها و رژیم‌های مختلف، در زمان‌ها و مکان‌های متفاوت، نهادهایی را تأسیس کردند که می‌توان آنها را به‌عنوان یک سرویس مخفی یا پلیس مخفی توصیف کرد، به‌عنوان مثال، مأموران مخفی امپراتوری روم باستان گاهی اوقات به این عنوان تعریف می‌شدند. در دوران مدرن، افسر پلیس فرانسوی، ژوزف فوشه، گاهی اوقات به عنوان پیشگام اطلاعات مخفی در نظر گرفته می‌شود. از جمله موارد دیگر، گفته می‌شود که او در زمان کنسول اول خود (۱۷۹۹–۱۸۰۴) از طریق شبکه‌ای بزرگ و محکم از خبرچینان مختلف، از چندین سوء قصد به جان ناپلئون بناپارت جلوگیری کرده است. ویلیام ویکهام همچنین به خاطر تأسیس یکی از اولین سرویس‌های اطلاعاتی که امروزه به این نام شناخته می‌شود و همچنین به عنوان پیشگام مفاهیم اساسی این حرفه، مانند «چرخه اطلاعات»، شناخته می‌شود.